# Peperomia mishuyacana
Peperomia mishuyacana är en pepparväxtart som beskrevs av William Trelease. Peperomia mishuyacana ingår i släktet peperomior, och familjen pepparväxter. Inga underarter finns listade i Catalogue of Life.